# Nieszawa-Kolonia
Nieszawa-Kolonia [pronunciación en polaco: /ɲeˈʂava kɔˈlɔɲa/] es un pueblo ubicado en el distrito administrativo de Gmina Józefów nad Wisłą, dentro del Condado de Opole Lubelskie, Voivodato de Lublin, en Polonia oriental. Se encuentra aproximadamente a 11 kilómetros al suroeste de Opole Lubelskie y a 53 kilómetros al suroeste de la capital regional Lublin.